# Pamela Franklin
Pour les articles homonymes, voir Franklin.
Pamela Franklin, née le 3 février 1950 à Yokohama (Japon), est une actrice britannique.

## Biographie
Fille d'un commerçant britannique en import-export, elle grandit en Extrême-Orient où son père est établi. Plus tard, après avoir suivi une formation de danseuse à l'Elmhurst School for Dance de Birmingham, elle fait ses débuts à 11 ans au cinéma en 1961 auprès de Deborah Kerr dans Les Innocents, découverte par le réalisateur Jack Clayton et sa carrière cinématographique oscille alors entre films pour la jeunesse et films d'épouvante jusqu'en 1976. Âgée de 13 ans, elle tourne dans le téléfilm L'Affaire du cheval sans tête et devient l'une des révélations des productions britanniques de Disney à l'instar d'Hayley Mills qui avait elle aussi étudié Elmhurst à Camberley dans le Surrey.
Par la suite, elle tourne dans plusieurs épisodes de séries télévisées américaines à succès : Les Rues de San Francisco, Vegas, L'Homme qui valait trois milliards, Cannon, Mannix, Hawaï police d'État, La croisière s'amuse...

### Vie privée
Depuis le 29 novembre 1970, elle est mariée avec l'acteur Harvey Jason (lui-même fils de l'acteur britannique Alec Jason), avec lequel elle a eu deux enfants. Elle réside à Los Angeles.

## Filmographie

### Cinéma
- 1961 : Les Innocents (The Innocents) de Jack Clayton : Flora
- 1962 : Le Lion (The Lion) de Jack Cardiff : Tina
- 1964 : Le Secret du docteur Whitset (The Third Secret) de Charles Crichton : Catherine Whitset
- 1964 : Les Pas du tigre (A Tiger Walks) de Norman Tokar : Julie Williams
- 1964 : Les Nouvelles Aventures de Flipper le dauphin (Flipper's New Adventure) de Leon Benson : Penny
- 1965 : Confession à un cadavre (The Nanny) de Seth Holt : Bobbie Medman
- 1967 : Chaque soir à neuf heures (Our Mother's House) de Jack Clayton : Diana
- 1968 : La Nuit du lendemain (The Night of the Following Day) d'Hubert Cornfield et Richard Boone : l'otage, fille de Monsieur Dupont
- 1969 : Les Belles Années de miss Brodie (The Prime of Miss Jean Brodie) de Ronald Neame : Sandy
- 1969 : Davey des grands chemins (Sinful Davey) de John Huston : Annie
- 1970 : And Soon the Darkness de Robert Fuest : Jane
- 1972 : Necromancy de Bert I. Gordon : Lori Brandon
- 1973 : La Maison des damnés (The Legend of Hell House) de John Hough : Florence Tanner
- 1976 : Soudain... les monstres (The Food of the Gods) de Bert I. Gordon : Lorna

### Télévision

#### Téléfilms
- 1963 : L'Affaire du cheval sans tête (The Horse Without a Head, téléfilm)

#### Séries télévisées
- 1972 : Bonanza, épisode First Love
- 1972-1974 : Cannon, épisodes The Predators (1972) et Where's Jenny? (1974)
- 1974 : Les Rues de San Francisco (The Streets of San Francisco) - Saison 2, épisode 18 (Crossfire) : Peggy Dunnigan
- 1974 : L'Homme qui valait trois milliards (The Six Million Dollar Man), épisode Operation Firefly
- 1974 : Mannix, épisode A Fine Day for Dying
- 1976:  Thriller, épisode Screamer
- 1977 : Hawaï police d'État (Hawaii Five-O), épisode To Die in Paradise
- 1977 : La croisière s'amuse (The Love Boat), épisode Dear Beverly-Strike-The Special Delivery
- 1978 : Vegas (Vega$), épisode The Killing
- 1978-1981 : L'Île fantastique (Fantasy Island), épisodes Reunion-Anniversary (1978), Let the Goodtimes Roll (1978), Tattoo: the Love God-Magnolia Blossoms (1979), The Chateau-White Lightning (1981)
- 1978 : The Hardy Boys/Nancy Drew Mysteries, épisode Defection to paradise.

## Distinctions

### Récompense
- National Board of Review 1970 : meilleure actrice dans un second rôle pour Les Belles Années de miss Brodie

### Nominations
- Laurel Awards 1963 : nommée pour le Golden Laurel du palmarès des nouvelle personnalités féminines
- Emmy Award 1966 : nommée pour l'Emmy de la meilleure actrice dans un second rôle d'une série dramatique pour Hallmark Hall of Fame (épisode Eagle in a Cage, 1965)
- BAFTA 1970 : nommée pour le prix de la meilleure actrice dans un second rôle pour Les Belles Années de miss Brodie